# Denise Danks
Pour les articles homonymes, voir Danks.
Denise Danks, née à Singapour en 1972, est un auteur britannique de roman policier.

## Biographie
Fille d’un militaire de la Royal Air Force et d’une mère d’origine grecque, elle naît à Singapour, mais à l’âge de 11 ans ses parents reviennent en Angleterre et s’installent en Cornouailles. Elle fait des études supérieures en éducation de l’anglais et du théâtre à l’Université d'Exeter, mais une fois ses diplômes obtenus, elle préfère le journalisme à l’enseignement.
En marge de ses activités professionnelles, elle amorce une carrière littéraire avec une série de whodunits ayant pour héroïne Georgina Powers, une journaliste scientifique qui travaille pour l’hebdomadaire Technology Press de Londres. Dans Pas de bug dans la pizza (1990), tout en souffrant des infidélités de son mari, l’héroïne enquête sur le suicide de son cousin qui se révèle bientôt un assassinat. Dans Better Off Dead (1991), esseulée et ayant perdu son emploi, elle se met à boire, mais refuse la relation homosexuelle que lui propose son amie Carla Blue. Quand cette dernière meurt dans des conditions suspectes, Georgina met un point d’honneur à démasquer le meurtrier. Dans L’Écran qui tue (1992), elle vit à New York, où elle travaille pour l’étrange Dr David Jones, l’inventeur d’un nouveau système de réalité virtuelle. 
En 1994, Denise Danks est la première femme a remporté le Raymond Chandler Fulbright Award. Elle collabore depuis à l’écriture de scénarios pour le cinéma et la télévision. Mère de deux filles, elle réside dans le East London.

## Œuvre

### Romans

#### SérieGeorgina Powers
- Pizza House Crash ou User Deadly (1990), Publié en français sous le titre Pas de bug dans la pizza, Paris, Librairie des Champs-Élysées, Le Masque no 2475, 2003
- Better Off Dead (1991)
- Frame Grabber (1992) Publié en français sous le titre L’Écran qui tue, Paris, Librairie des Champs-Élysées, Le Masque no 2483, 2004
- Wink a Hopeful Eye (1993)
- Phreak (1998)
- Torso (1999)
- Baby Love (2001)

### Nouvelles

#### Recueil de nouvelles
- The Last Minute.com (2000)

#### Nouvelle isolée
- News as it Happens (1996)

## Prix et distinctions
- Raymond Chandler Fulbright Award 1994